# Silberohr
Das Silberohr (Tremella fuciformis, chinesisch 銀耳 / 银耳, Pinyin yín´ěr), auch „White Fungus“ oder „Snow Fungus“ genannt, ist ein in China, Japan und Vietnam sehr geschätzter Heil- und Speisepilz.

## Merkmale
Die Fruchtkörper sind weiß oder hellgelblich und durchscheinend. Sie bestehen aus mehreren blattartigen Lappen, die 5 bis 15 Zentimeter lang, 4 bis 12 Zentimeter breit und nur 0,5 bis 0,6 Millimeter dick sind. Der Fruchtkörper ist bei Feuchtigkeit von gallertartiger Konsistenz, bei Trockenheit spröde und hart.

## Vorkommen und Verbreitung
Der Pilz wächst in tropischem und subtropischem Klima hauptsächlich auf Mangoholz. In den meisten asiatischen Ländern werden die Pilze auf Holzsubstrat gezüchtet und gelangen in getrockneter Form in den Handel. Auch in Deutschland werden sie gelegentlich angeboten.

## Bedeutung

### Speisewert
In der chinesischen Küche werden die Pilze wegen ihres leicht süßlichen Geschmacks meistens in süßen Suppen und Desserts mit Obst, gelegentlich auch als Getränk verwendet. In Vietnam nennt man den Pilz der ähnlichen Form und Konsistenz wegen „Weißes Judasohr“ (Mộc nhĩ trẵng). Er wird dort eher für herzhafte Gerichte verwendet. Für den europäischen Geschmack passt er in Wok-Gerichte mit Gemüse oder in klare Suppen.

### Medizinische Anwendung
In der chinesischen Medizin wird das Silberohr bei Tuberkulose, Erkältungskrankheiten und Bluthochdruck verabreicht, weiterhin wurden leberschützende und antidiabetische Wirkungen berichtet. 
Angewendet wird meistens der getrocknete und pulverisierte Fruchtkörper.